# Albert West

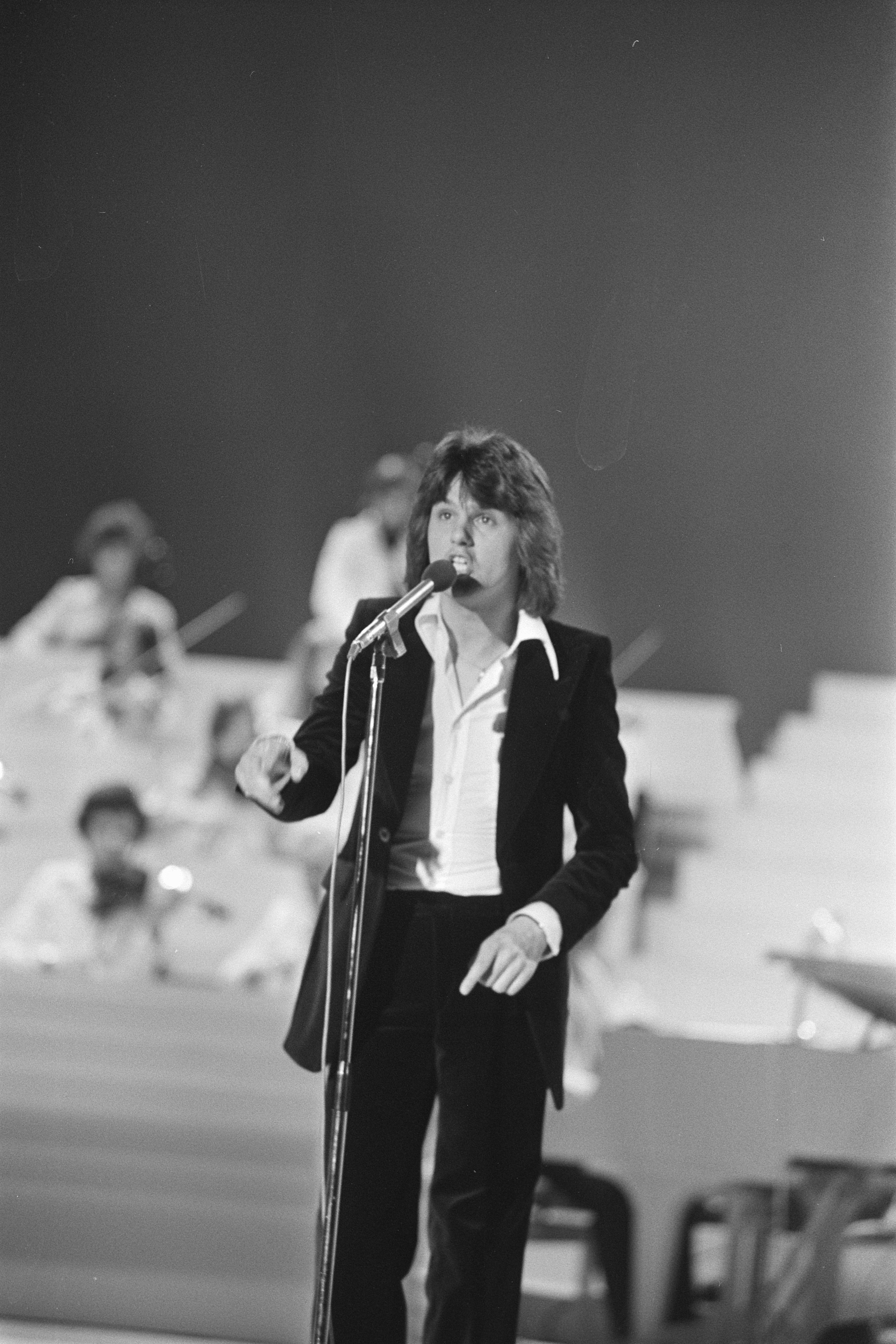
Albert West (1975)

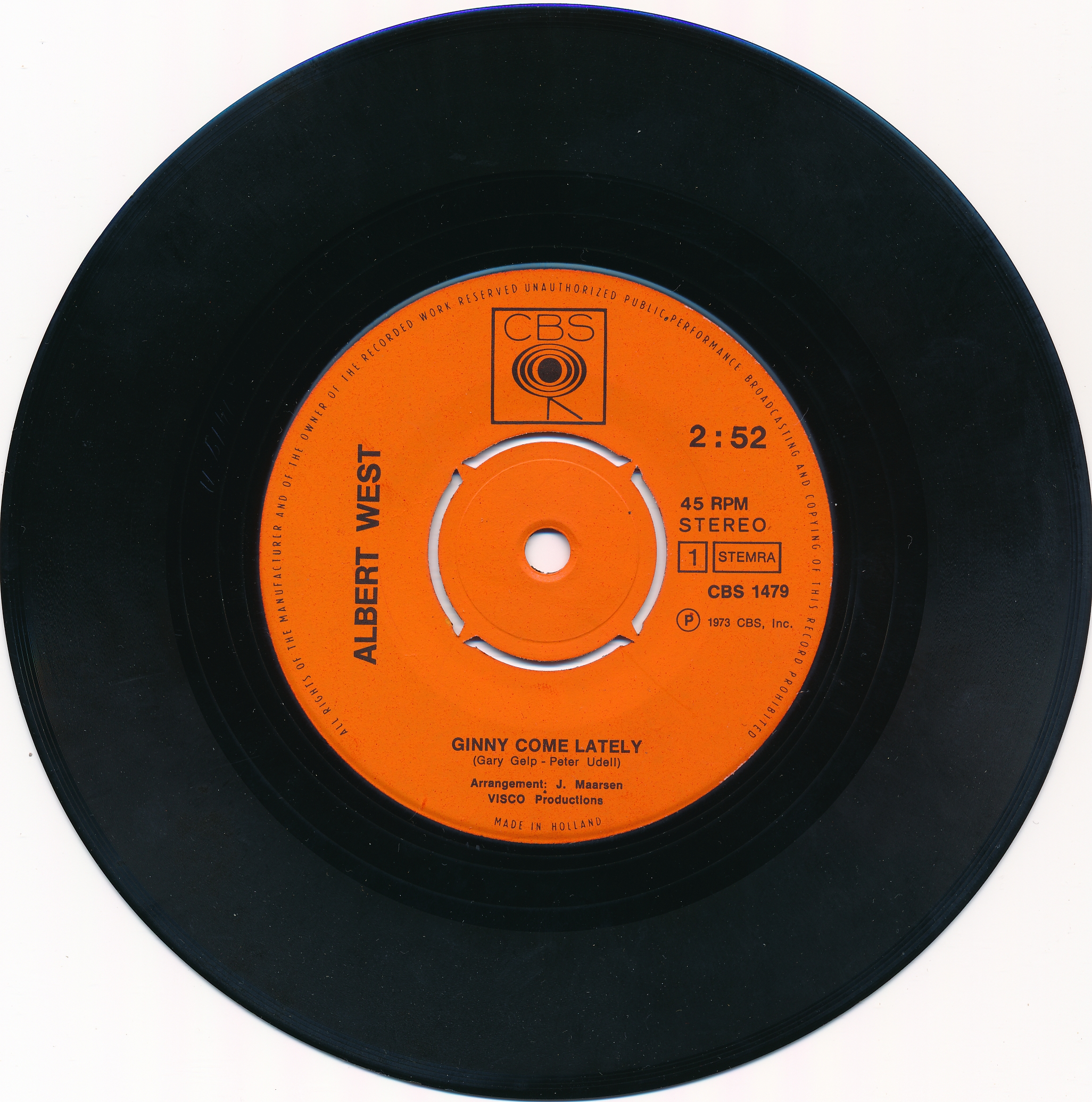
CBS-Single Ginny Come Lately

Albert West, eigentlich Albertus Petrus Enricus Gerardus Westelaken, (* 2. September 1949 in ’s-Hertogenbosch; † 4. Juni 2015 in Tilburg) war ein niederländischer Popsänger und Musikproduzent.

## Biografie
Ende der 1960er, Anfang der 1970er Jahre war Albert West Sänger der Band The Shuffles. Diese hatte 1969 mit Cha La La, I Need You ihren Durchbruch. Das Lied war ein großer Hit in den Niederlanden und erreichte Platz zwei der Charts. Die deutsche Version des Liedes, Sha La La I Love You, war 1970 der zweite große Hit der Flippers.
Einige weitere Hits wie Bitter Tears, Without You und The Way Music Goes folgten 1970, dann startete West 1972 eine Solokarriere. Auf Anhieb gelang ihm ein großer internationaler Hit mit seiner Version von Ginny Come Lately, im Original von Brian Hyland (1962). In Deutschland erreichte er Platz 13 der Hitparade, in seiner Heimat Platz 4 und in Österreich war das Lied sogar drei Monate auf Platz 1. In Österreich war West dann auch zunächst am erfolgreichsten. Die Nachfolgesingles Tell Laura I Love Her, im Original von Ray Peterson (1960), und Sheila erreichten 1974 ebenfalls die Chartspitze, während in Deutschland das Interesse rapide nachließ. Daran änderten auch Aufnahmen in deutscher Sprache nichts. Danach war er nur noch in den Niederlanden erfolgreich.
Neben weiteren Coveraufnahmen nahm er mit Ik heb geen geld voor de trein auch am nationalen Vorentscheid zum Eurovision Song Contest 1975 teil, scheiterte aber am späteren Grand-Prix-Sieger Teach-In. Als You and Me erschien das Lied später als Single. Zwischen 1973 und 1977 hatte West zwölf Top-30-Hits in den Nederlandse Top 40. Die Suche nach einem eigenen Stil in den folgenden Jahren, in denen er weiterhin regelmäßig veröffentlichte, wurde allerdings nicht mit höheren Platzierungen belohnt.
Mitte der 1980er Jahre betätigte sich der Niederländer auch erfolgreich als Produzent der „BB Band“. Und schließlich startete er mehrere Projekte mit internationalen Künstlern. Das erste, die Zusammenarbeit mit Albert Hammond, mit dessen größtem Hit Free Electric Band er 1973 noch um die Chartplatzierungen kämpfte, war die erfolgreichste. Die Single Give a Little Love erreichte Platz 6 in den Niederlanden. Geschrieben worden war das Lied von Hammond und Erfolgskomponistin Diane Warren. Das gemeinsame Album Hammond & West kam auf Platz 4 der Albumcharts und war das erfolgreichste in Wests Karriere. Sehr erfolgreich war aber auch das 1988er Album West & Friends, auf dem er mit Interpreten wie Brian Hyland, Helen Shapiro und Tony Christie zusammen sang. Es wurde mit Gold ausgezeichnet.
Mit den 1990er Jahren begann dann Wests Karriere beim Fernsehen. Er moderierte Spielshows und Veranstaltungen und ab 1995 hatte er mit Op Nieuwe Toeren eine Sendung mit niederländischer Musik. 1998 feierte er in einer Fernsehshow sein 35-jähriges Jubiläum als Musiker.
2003 wurde Albert West zum Ridder in de Orde van Oranje-Nassau für sein musikalisches Schaffen wie auch seinen Einsatz für Wohltätigkeitsprojekte und Hilfsorganisationen ernannt.
Nach zwölf Jahren Hitparadenabstinenz hatte er zuletzt 2005 einen Erfolg mit dem Titel Amarillo, einem Remix seiner Aufnahme des Tony-Christie-Hits, der es mit Unterstützung eines Bierwerbespots bis auf Platz 13 der niederländischen Charts brachte.
2012 erlitt Albert West einen Rückenmarksinfarkt, von dem er sich nicht vollständig erholte. 2015 starb er im Alter von 65 Jahren an den Folgen eines Fahrradunfalls.
West war verheiratet und hatte zwei Kinder.

## Diskografie

### Studioalben
| Jahr | Titel Musiklabel Katalog-Nr. | Höchstplatzierung, Gesamtwochen, AuszeichnungChartsChartplatzierungen (Jahr, Titel, Musiklabel Katalog-Nr., Platzierungen, Wochen, Auszeichnungen, Anmerkungen) | Anmerkungen                                                   |
| Jahr | Titel Musiklabel Katalog-Nr. | NL | Anmerkungen                                                   |
| ---- | ---------------------------- | --- | ------------------------------------------------------------- |
| 1981 | A Part of Me CNR 655.128     | NL37 (1 Wo.)NL | Erstveröffentlichung: September 1981 Produzent: Martin Duiser |
| 1986 | Hammond & West K-tel 227     | NL4 (19 Wo.)NL | Erstveröffentlichung: September 1986 mit Albert Hammond       |
| 1988 | West & Friends Arcade 3290   | NL5 (10 Wo.)NL | Erstveröffentlichung: Juli 1988 Produzent: Piet Souer         |

Weitere Studioalben
- 1974: First Album (Embassy 31053)
- 1975: Portrait (CBS 80616)
- 1975: Golden Country Hits / Albert West op z’n best (CBS 80979 / 13137)
- 1976: My Dear Rose (CBS 81120)
- 1976: Memory of Life (CBS 81256)
- 1979: Hand in Hand (Philips 6423 132)
- 1986: Albert West (CNR 658.017)
- 1991: Endless Summernights (Polydor 511 356)
- 1995: Alleen voor jou (United Talent 403032)

### Kompilationen
| Jahr | Titel Musiklabel Katalog-Nr.                       | Höchstplatzierung, Gesamtwochen, AuszeichnungChartsChartplatzierungen (Jahr, Titel, Musiklabel Katalog-Nr., Platzierungen, Wochen, Auszeichnungen, Anmerkungen) | Anmerkungen                                 |
| Jahr | Titel Musiklabel Katalog-Nr.                       | NL | Anmerkungen                                 |
| ---- | -------------------------------------------------- | --- | ------------------------------------------- |
| 1989 | 25 jaar Albert West Arcade 4040                    | NL80 (4 Wo.)NL | Erstveröffentlichung: Oktober 1989          |
| 1993 | 1968–1993: 25 Years of Hits RPC Entertainment 9351 | NL52 (7 Wo.)NL | Erstveröffentlichung: März 1993 Doppelalbum |

Weitere Kompilationen
- 1973: Golden Best of Albert West (CBS 65873)
- 1974: More Golden Best of Albert West (CBS 80415)
- 1978: 20 Greatest Hits (CBS 81627)
- 1988: Greatest Hits (Columbia 462649)
- 1991: The Very Best Of (Hammond, West & Friends; Diamond 5770)
- 1994: More Greatest Hits (Columbia 477870)
- 1999: 35 jaar artiest 1964–1999 (2 CDs; Arcade 110722)
- 2003: Songs I Love to Share (Visco 3013)

### Singles
| Jahr | Titel Album                                     | Höchstplatzierung, Gesamtwochen, AuszeichnungChartplatzierungen (Jahr, Titel, Album, Platzierungen, Wochen, Auszeichnungen, Anmerkungen) | Höchstplatzierung, Gesamtwochen, AuszeichnungChartplatzierungen (Jahr, Titel, Album, Platzierungen, Wochen, Auszeichnungen, Anmerkungen) | Höchstplatzierung, Gesamtwochen, AuszeichnungChartplatzierungen (Jahr, Titel, Album, Platzierungen, Wochen, Auszeichnungen, Anmerkungen) | Anmerkungen |
| Jahr | Titel Album                                     | DE | AT | NL | Anmerkungen |
| ---- | ----------------------------------------------- | --- | --- | --- | --- |
| 1973 | Ginny Come Lately Portrait                      | DE13 (9 Wo.)DE | AT1 (24 Wo.)AT | NL4 (11 Wo.)NL | Erstveröffentlichung: Mai 1973 Autoren: Gary Gelp, Peter Udell Original: Brian Hyland; 1962                                           |
| 1973 | Tell Laura I Love Her Portrait                  | DE49 (1 Wo.)DE | AT1 (16 Wo.)AT | NL8 (8 Wo.)NL | Erstveröffentlichung: August 1973 Autoren: Ben Raleigh, Jeff Barry Original: Ray Peterson, 1960                                       |
| 1973 | Put Your Head on My Shoulder Portrait           | — | — | NL9 (9 Wo.)NL | Erstveröffentlichung: November 1973 Autor und Original: Paul Anka                                                                     |
| 1974 | Just One of Life’s Little Tragedies First Album | — | — | NL30 (3 Wo.)NL | Erstveröffentlichung: April 1974 Autoren: Albert West, J. J. Muso, Job Maarse                                                         |
| 1974 | Sheila Golden Best of Albert West               | — | AT1 (20 Wo.)AT | — | Erstveröffentlichung: Mai 1974 Autor und Original: Tommy Roe, 1960                                                                    |
| 1974 | It Keeps Right on a Hurtin’ Portrait            | — | — | NL30 (3 Wo.)NL | Erstveröffentlichung: Juli 1974 Autor: Johnny Tillotson Original: Boots Randolph, 1960                                                |
| 1974 | Simone Portrait                                 | — | — | NL15 (6 Wo.)NL | Erstveröffentlichung: Oktober 1974 Autoren / Original: England Dan & John Ford Coley, 1972                                            |
| 1975 | You and Me Portrait                             | — | — | NL10 (8 Wo.)NL | Erstveröffentlichung: Februar 1975 Autoren: Jacques Zwart, Job Maarse                                                                 |
| 1975 | For the Good Times My Dear Rose                 | — | — | NL11 (6 Wo.)NL | Erstveröffentlichung: Mai 1975 Autor: Kris Kristofferson Original: Bill Nash, 1968                                                    |
| 1975 | My Dear Rose                                    | — | — | NL16 (5 Wo.)NL | Erstveröffentlichung: Oktober 1975 Autoren: Albert Hammond, Peter Philbin                                                             |
| 1976 | I Love You Baby 20 Greatest Hits                | — | — | NL15 (6 Wo.)NL | Erstveröffentlichung: März 1976 Autor und Original: Paul Anka                                                                         |
| 1976 | Memory of Life                                  | — | — | NL11 (7 Wo.)NL | Erstveröffentlichung: August 1976 Autor: Hans Vermeulen                                                                               |
| 1977 | Listen 20 Greatest Hits                         | — | — | NL26 (5 Wo.)NL | Erstveröffentlichung: Dezember 1976 Autoren: Albert West, J. J. Muso                                                                  |
| 1980 | Girls and Cadillacs                             | — | — | NL23 (5 Wo.)NL | Erstveröffentlichung: Mai 1980 Autoren: Arnie Treffers, Tony Britnell                                                                 |
| 1981 | Don’t Say You Leave This Summer A Part of Me    | — | — | NL26 (5 Wo.)NL | Erstveröffentlichung: Juli 1981 Autor: Gregory Elias                                                                                  |
| 1984 | Hot Havanna Nights Albert West                  | — | — | NL38 (3 Wo.)NL | Erstveröffentlichung: September 1984 Autor: unbekannt                                                                                 |
| 1985 | Munich Night Albert West                        | — | — | NL33 (4 Wo.)NL | Erstveröffentlichung: Juli 1985 Autor: Chris Andrews                                                                                  |
| 1986 | Give a Little Love Hammond and West             | DE40 (9 Wo.)DE | — | NL6 (10 Wo.)NL | Erstveröffentlichung: August 1986 mit Albert Hammond und dem Junior Choir of the British School Autoren: Diane Warren, Albert Hammond |
| 1993 | Mockin’ Bird Hill 1968–1993: 25 Years of Hits   | — | — | NL24 (5 Wo.)NL | Erstveröffentlichung: Januar 1993 Autor: Vaughn Horton Original: Beaver Valley Sweethearts & Pinetoppers, 1949                        |
| 2005 | Amarillo (Remix)                                | — | — | NL13 (6 Wo.)NL | Erstveröffentlichung: August 2005 Autoren: Neil Sedaka, Howard Greenfield Original: Tony Christie, 1971                               |

Weitere Singles
- 1972: Sunday
- 1972: Gonna Meet My Girl (Sha-La-La)
- 1973: Küsse im Mondschein (Ginny Come Lately)
- 1973: Mit einem Kuss (Sealed with a Kiss)
- 1974: Malano
- 1974: Drown Me
- 1975: Heimweh nach gestern ist Heimweh nach dir …
- 1977: 9.999.999 Tears
- 1978: Broken White Line
- 1979: I Think I’m Gonna Love You Again
- 1979: Hand in Hand
- 1979: Wheels Turn Pictures
- 1980: Together We Rock, Together We’ll Roll
- 1981: A Voice in the Wilderness
- 1982: Love Is Sweeter Than Wine
- 1982: Magical
- 1982: Danny Boy
- 1982: You (You Are the Only One)
- 1983: Treat Me Gently in the Morning
- 1983: Love Hangs by a Thread
- 1985: Dance On Little Girl
- 1986: Tears
- 1986: Air Disaster (mit Albert Hammond)
- 1987: We Belong Together (mit Albert Hammond)
- 1987: Secrets of the Night (mit Albert Hammond)
- 1988: Itsy Bitsy Teenie Weenie Yellow Polka Dot Bikini (mit Brian Hyland)
- 1988: Is This the Way to Amarillo? (mit Tony Christie)
- 1989: There May Be (De repente el amor) (mit Niki)
- 1991: Slow River
- 1991: Endless Summernight
- 1992: Dancing in the Moonlight
- 1992: Cha La La I Need You
- 1993: Ob La Di, Ob La Da
- 1995: The Future Starts Today (mit The Dutch Scouts Choir)
- 1996: In de zon
- 1996: Ik ga met je mee
- 1998: Ay no digas
- 2003: Itsy Bitsy Teenie Weenie Yellow Polka Dot Bikini (mit Band Zonder Banaan)
- 2005: Knock 3 Times